# L'Assumpció de Maria (St. Domingo el Antiguo)
L'Assumpció de Maria és la principal obra realitzada per El Greco per a l'església de Santo Domingo el Antiguo, a Toledo. Aquesta important tela va ser venuda i substituïda per una còpia del pintor neoclàssic José Aparicio Inglada. Consta amb el número 1 en el catàleg raonat d'obres realitzat per Harold Wethey, especialista en aquest pintor.

## Anàlisi de l'obra
Està signat i és l'única obra coneguda d'El Greco de l'etapa espanyola que està datat. La signatura, amb lletres cursives gregues, és en el paper a l'angle inferior dret: doménikos theotokópouolos Krés ó deixas 1577.
Oli sobre llenç; 403,2 x 211,8 cm.; Una investigació tècnica va revelar que a cada costat hom li va afegir una tira de llenç de 15 centímetres.
Hom ha mencionat sovint l'antecedent de L'Assumpció de la Verge (Ticià), però aquesta obra és un mer antecedent, més que no pas un model, perquè gairebé només es relaciona amb l'obra d'El Greco pel moviment helicoidal de Maria i per la divisió del llenç en zones superposades. El mestre cretenc divideix el quadre en una escena terrena i una celestial, que estan molt properes. A la part inferior, veiem part del sepulcre, obliquament representat. A la dreta, Jaume el Major, agenollat, eleva la mirada al Cel, davant la crida de Sant Pau, i també hi veiem Sant Pere i altres apòstols. A la part esquerra, un apòstol jove, que deu ser Joan Evangelista, ocupa gairebé tot l'espai, elevant la seva mà dreta oberta vers el Cel, en un gest que El Greco utilitzarà en endavant moltes vegades per mostrar la presència de la Divinitat. Els altres apòstols expressen una variada gamma d'emocions.
La Verge ascendeix recolzada en la lluna creixent i envoltada d'àngels. La forma com obre els braços, el rostre greu i l'esguard adolorit, mostren el seu paper com a corredentora de la Humanitat i suggereixen que està presenciant l'escena representada en el quadre de l'àtic: La Trinitat.
Hi ha trets del manierisme en la manca de profunditat de l'espai, i en l'agitació dels personatges, els cossos d'alguns dels quals es projecten vers l'espectador, però el colorit recorda la tradició veneciana. La túnica groga i la vestimenta rosada de Joan Evangelista contrasten amb els verds intensos dels personatges darrera seu. A la part inferior dreta, Sant Pau, amb el braç dret aixecat, porta una indumentària de color marró i daurada, mentre la vestimenta de Sant Pere és blau-grisosa i groga. Darrera seu, l'apòstol de la dreta -de verd brillant amb mànigues vermelles- completa la zona més acolorida de la part terrenal. A la part celestial, predominen els colors delicats, que contrasten amb el blau profund que vesteix Maria sobre la túnica rosa.
Josep Gudiol remarca en aquesta obra l'horror vacui, introduint el màxim de figures, i suprimint espais buits entre elles. Els elements ambientals són els mínims (el sepulcre buit). El dibuix impecable i el modelatge vigorós i realista són reafirmats per una pinzellada lliure, un gran coneixement de la forma i efectes visuals de superposicions cromàtiques, assolint un perfecte equilibri del to, de la profunditat i del color. Els àngels de la part superior provenen de models vius com els personatges humans, amb una rica gamma d'actituds, escorços i inflexions. A aquesta zona alta del quadre, El Greco assoleix d'equilibrar tonalment la bellesa figurativa amb els valors del color.

## Situació dins el conjunt
- És la peça principal del conjunt. Està situada al Retaule Major, a la casella central, ocupant els dos pisos de l'estructura principal.

## Procedència
- Santo Domingo el Antiguo, Toledo, venut l'any 1827 o una mica abans.
- Sebastià de Borbó i de Bragança, (adquirit després de 1827)
- Museo Nacional de Fomento, Madrid (1864)
- Sebastià de Borbó i de Bragança, Pau)
- Infanta María Cristina de Borbón y Borbón
- exhibit en el Museu del Prado entre 1902-1904
- Durand-Ruel, París (1904)
- donat per Mrs.Nancy Atwood Sprague al Institut d'Art de Chicago l'any 1906[2]